# Benoitius
Benoitius is een geslacht van vliesvleugeligen uit de familie Eulophidae. De wetenschappelijke naam van dit geslacht is voor het eerst geldig gepubliceerd in 1958 door Risbec.

## Soorten
Het geslacht Benoitius is monotypisch en omvat slechts de volgende soort:
- Benoitius hirsutus Risbec, 1958